# Omnia sunt communia
Omnia sunt communia è un'espressione della lingua latina che significa "tutto è comune" o "tutto è di tutti".
L'espressione è stata utilizzata come grido di battaglia dal pastore protestante riformatore tedesco Thomas Müntzer, una figura importante del cristianesimo rivoluzionario nonché uno dei capi dei ribelli nella guerra dei contadini tedeschi.
L'espressione si trova già nella scolastica medievale, ad esempio in Guglielmo d'Auxerre: «In extrema necessitate omnia sunt communia» ("in caso di estrema necessità ogni cosa è comune"); essa viene spesso citata attribuendola a Tommaso D'Aquino, o comunque viene indicata come massima della filosofia tomistica. Nel suo principale trattato teologico, Summa Theologiae, Tommaso D'Aquino difendeva la proprietà privata dei beni e legittimava le attività commerciali e mercantili; tuttavia il filosofo riteneva che, in situazioni di necessità estrema, la proprietà privata dovesse attenuare la propria importanza fino a diventare comune. 
Dall'inquisitore Eymerich, l'espressione è riferita alla dottrina dei Dolciniani: «omnia communia esse docebant, etiam uxores» ("ogni cosa è in comune, insegnavano, anche le mogli").